# Landtag de Bade-Wurtemberg
17e législature
Haus des Landtags
Le Landtag de Bade-Wurtemberg (en allemand : Landtag von Baden-Württemberg) est le parlement régional du Land de Bade-Wurtemberg. Il se compose de 154 députés pour la 17e législature.

## Mode de scrutin
Le Landtag est constitué de 120 députés (en allemand : Mitglied des Landtags, MdL), élus pour une législature de cinq ans au suffrage universel direct et suivant le scrutin proportionnel de Sainte-Laguë.
Dans le cas où un parti obtient plus de mandats au scrutin uninominal que la proportionnelle ne lui en attribue, la taille du Landtag est augmentée jusqu'à rétablir la proportionnalité.

### Depuis 1956
Chaque électeur dispose d'une voix, qui compte double. Elle est d'abord attribuée au parti politique dont le candidat est le représentant, puis elle permet de déterminer le score du candidat dans sa circonscription selon les modalités du scrutin uninominal majoritaire à un tour, le Land comptant un total de 70 circonscriptions.
Lors du dépouillement, l'intégralité des 120 sièges est répartie en fonction de la première attribution, à condition qu'un parti ait remporté 5 % de ces voix au niveau du Land (les voix des candidats indépendants sont donc exclues de ce décompte). Cette répartition est ensuite répétée au niveau des quatre districts. Si un parti a remporté des mandats avec la deuxième attribution, ses sièges sont d'abord pourvus par ceux-ci. Les sièges restants sont ensuite comblés par les candidats des circonscriptions non-élus, dans l'ordre décroissant de leur résultat en pourcentage.

### À partir de 2026
Chaque électeur dispose de deux voix : la première lui permet de voter pour un candidat de sa circonscription, selon les modalités du scrutin uninominal majoritaire à un tour, le Land comptant un total de 70 circonscriptions ; la seconde voix lui permet de voter en faveur d'une liste de candidats présentée par un parti au niveau du Land.
Lors du dépouillement, l'intégralité des 120 sièges est répartie en fonction des secondes voix récoltées, à condition qu'un parti ait remporté 5 % des voix au niveau du Land. Si un parti a remporté des mandats au scrutin uninominal, ses sièges sont d'abord pourvus par ceux-ci.

## Historique

### Présidents du Landtag
| Mandat      | Président | Président          | Parti  |
| 1952–1960   |           | Carl Neinhaus      | CDU    |
| 1960–1968   |           | Franz Gurk         | CDU    |
| 1968–1976   |           | Camill Wurz        | CDU    |
| 1976–1980   |           | Erich Ganzenmüller | CDU    |
| 1980–1982   |           | Lothar Gaa         | CDU    |
| 1982–1992   |           | Erich Schneider    | CDU    |
| 1992–1996   |           | Fritz Hopmeier     | CDU    |
| 1996–2011   |           | Peter Straub       | CDU    |
| 2011        |           | Willi Stächele     | CDU    |
| 2011-2015   |           | Guido Wolf         | CDU    |
| 2015-2016   |           | Wilfried Klenk     | CDU    |
| Depuis 2016 |           | Muhterem Aras      | Grünen |

### Législatures

1re législature.
2e législature.
3e législature.
4e législature.
5e législature.
6e législature.
7e législature.
8e législature.
9e législature.
10e législature.
11e législature.
12e législature.
13e législature.
14e législature.
15e législature.
16e législature.
17e législature.